# Handball-Regionalliga (Frauen)
Die Regionalliga war bis 2010 im deutschen Männer- und Frauenhandball die dritthöchste Spielklasse und in fünf Staffeln aufgeteilt. Jeder Regionalverband des Deutschen Handballbunds (DHB) organisierte eine eigene Regionalliga, die gleichzeitig die höchste Spielklasse der Regionalverbände war. Die Sieger der Staffeln stiegen in die 2. Bundesligen auf. Die Absteiger wurden in die Oberligen der jeweiligen Landesverbände eingegliedert. 2010 wurde die Regionalliga von der 3. Liga abgelöst, die in vier Staffeln organisiert ist. Mit Beginn der Saison 2024/25 wird wieder eine bundesweite, in zehn Regionen aufgeteilte, Regionalliga ihren Spielbetrieb als vierthöchste Spielklasse aufnehmen.

## Geschichte
Die Handball-Regionalliga (Frauen) war von 1958 bis 1975 höchste Spielklasse. Alle fünf Staffelsieger waren für die Playoffs zur Deutschen Meisterschaft qualifiziert. Die RL-Frauen war von 1975 bis 1985 zweithöchste und mit Einführung der 2. Bundesliga (Frauen) zur Saison 1985/86 die dritthöchste Spielklasse im deutschen Handball der Frauen.
Ab der Saison 2005/06 gab es analog zur Anzahl der Regionalverbände fünf Regionalligen: Süd, Südwest, West, Nord und Nordost. Von 2000 bis 2005 existierte für fünf Spielzeiten eine sechste Staffel, die Regionalliga Mitte. Diese Staffel wurde nach Beendigung der Saison 2004/05 aufgelöst und die dort spielenden Vereine auf die restlichen Regionalligen verteilt. Den Unterbau der Regionalligen bildeten insgesamt 16 Oberligen.

### Meister von 1958 bis 1975 (erstklassig)

Karte Regionalligen: Nordost, Nord, West, Südwest und Süd ab 1991/92

| Jahr | Nord                     | Berlin                 | West                     | Südwest                | Süd               |
| ---- | ------------------------ | ---------------------- | ------------------------ | ---------------------- | ----------------- |
| 1958 | Eimsbütteler TV          | SSC Südwest 1947       | Düsseldorfer SV 04       | TV Vorwärts Frankfurt  | Post SV München   |
| 1959 | Eimsbütteler TV          | Reinickendorfer Füchse | RSV Mülheim              | TV Vorwärts Frankfurt  | Post SV München   |
| 1960 | Eimsbütteler TV          | SSC Südwest 1947       | SC Greven 09 RSV Mülheim | TV Vorwärts Frankfurt  | 1. FC Nürnberg    |
| 1961 | Eimsbütteler TV          | SSC Südwest 1947       | RSV Mülheim              | TV Vorwärts Frankfurt  | 1. FC Nürnberg    |
| 1962 | Eimsbütteler TV          | SSC Südwest 1947       | SC Greven 09             | TV Vorwärts Frankfurt  | VfR Mannheim      |
| 1963 | Eimsbütteler TV          | SSC Südwest 1947       | Bayer Leverkusen         | TV Vorwärts Frankfurt  | Freiburger FC     |
| 1964 | Holstein Kiel            | OSC Berlin             | Bayer Leverkusen         | TV Vorwärts Frankfurt  | 1. FC Nürnberg    |
| 1965 | Eimsbütteler TV          | SSC Südwest 1947       | Bayer Leverkusen         | Südwest Ludwigshafen   | 1. FC Nürnberg    |
| 1966 | Eimsbütteler TV          | OSC Berlin             | Bayer Leverkusen         | TSG Kaiserslautern     | Freiburger FC     |
| 1967 | Eimsbütteler TV          | OSC Berlin             | Bayer Leverkusen         | TV Vorwärts Frankfurt  | 1. FC Nürnberg    |
| 1968 | SC Union 03 Hamburg      | OSC Berlin             | Bayer Leverkusen         | TV Vorwärts Frankfurt  | 1. FC Nürnberg    |
| 1969 | SC Union 03 Hamburg      | TSV GutsMuths Berlin   | Bayer Leverkusen         | TV Vorwärts Frankfurt  | 1. FC Nürnberg    |
| 1970 | Holstein Kiel            | OSC Berlin             | SC Greven 09             | PSV Grünweiß Frankfurt | 1. FC Nürnberg    |
| 1971 | Holstein Kiel            | TSV GutsMuths Berlin   | Bayer Leverkusen         | PSV Grünweiß Frankfurt | 1. FC Nürnberg    |
| 1972 | SC Union 03 Hamburg      | OSC Berlin             | Bayer Leverkusen         | Südwest Ludwigshafen   | 1. FC Nürnberg    |
| 1973 | Hamburger TS             | TSV GutsMuths Berlin   | TuS Eintracht Minden     | PSV Grünweiß Frankfurt | 1. FC Nürnberg    |
| 1974 | Holstein Kiel            | TSV GutsMuths Berlin   | Bayer Leverkusen         | TSV Rot-Weiß Auerbach  | FC Bayern München |
| 1975 | SV Rot-Weiß Kiebitzreihe | TSV GutsMuths Berlin   | TuS Eintracht Minden     | TSV Rot-Weiß Auerbach  | FC Bayern München |

### Meister von 1976 bis 1985 (zweitklassig)
| Saison    | Nord                | Berlin                   | West                   | Südwest                 | Süd                 |
| --------- | ------------------- | ------------------------ | ---------------------- | ----------------------- | ------------------- |
| 1975/76   | SC Union 03 Hamburg | Reinickendorfer Füchse   | Pulheimer SC           | SV St. Ingbert          | DJK Würzburg        |
| 1976/77   | SV Werder Bremen    | HSW Humboldt Berlin      | SC Greven 09           | SG 09 Kirchhof          | TSG 1862 Weinheim   |
| 1977/78   | SC Germania List    | Reinickendorfer Füchse   | OSC 04 Rheinhausen     | VfB 1900 Gießen         | VfL Waiblingen      |
| 1978/79   | VfL Bad Schwartau   | Reinickendorfer Füchse   | VfL Engelskirchen      | TSG Oberursel           | TSV Germania Malsch |
| 1979/80   | VfL Oldenburg       | Reinickendorfer Füchse   | SV Friedrichsfeld      | SV St. Ingbert          | TuS Metzingen       |
| 1980/81   | MTV Herzhorn        | SSC Südwest Berlin       | (TV Grün-Weiß Stemmer) | SV Südwest Ludwigshafen | 1. FC Nürnberg      |
| 1981/82   | TSV Jarplund-Weding | TSV Tempelhof-Mariendorf | TV Grün-Weiß Stemmer   | TV Lützellinden         | VfL Sindelfingen    |
| 1982/83   | TH Eilbeck          | TSV Tempelhof-Mariendorf | TuS Eintracht Minden   | SG Kleenheim            | 1. FC Nürnberg      |
| 1983/84   | SC Germania List    | VfL Humboldt Berlin      | FC Bayer 05 Uerdingen  | VfB 1900 Gießen         | TV Nellingen        |
| 1984/85   | TSV Nord Harrislee  | TSV Tempelhof-Mariendorf | SG Kleenheim           | VfL Heppenheim          | TSV 1865 Dachau     |
| 2. Plätze | SV Süd Braunschweig | Reinickendorfer Füchse   | Düsseldorfer SV 04     | TV Pirmasens 1863       | TSF Ludwigsfeld     |

- Alle Regionalligameister von 1975/76 bis 1983/84 sind in die Handball-Bundesliga (Frauen) aufgestiegen.
- 1984/85 Meister und Vizemeister wurden Gründungsmitglieder der 2. Handball-Bundesliga (Frauen) 1985/86.
- Die in (Klammern) gesetzten Vereine sind nicht aufgestiegen.

### Meister von 1986 bis 2010 (drittklassig)
| Saison    | Nord                    | Berlin 1                 | West                       | Südwest                   | Süd                     |
| --------- | ----------------------- | ------------------------ | -------------------------- | ------------------------- | ----------------------- |
| 1985/86   | TuS Alstertal           | (SSC Südwest Berlin)     | SC Greven 09               | DJK SC SW Wiesbaden       | VfL Neckargartach       |
| 1986/87   | Buxtehuder SV           | Reinickendorfer Füchse   | OSC Rheinhausen            | DJK St. Michael Marpingen | TuS Metzingen           |
| 1987/88   | TuS Alstertal           | HSW Humboldt Berlin      | MSV Duisburg               | TV Mainzlar               | TSV Germania Malsch     |
| 1988/89   | TuS Walle Bremen        | Reinickendorfer Füchse   | TV Einigkeit Herrentrup    | SG Kleenheim              | SV Allensbach           |
| 2. Plätze | Hastedter TSV           | Berliner TSV 1850        | SG Dülken                  | (TV Nußdorf)              | HG Regensburg           |
| 1989/90   | TSV Nord Harrislee      | ASC Spandau              | ASV Hamm                   | TV Nußdorf                | HCD Gröbenzell          |
| 1990/91   | VfL Oldesloe            | Berliner TSV 1850        | Borussia Dortmund          | TuS 1860 Neunkirchen      | TuS Metzingen           |
| 1991/92   | MTV 1862 Moringen II.   | Reinickendorfer Füchse   | TSV Bayer 04 Leverkusen II | GSV Eintracht Baunatal    | TSG Ketsch              |
| Saison    | Nord                    | Nordost 1                | West                       | Südwest                   | Süd                     |
| 1992/93   | TS Woltmershausen       | Wandsbeker MTV 1872      | TV Beyeröhde               | TG 1848 Osthofen          | DJK Augsburg-Hochzoll   |
| 1993/94   | SG Misburg              | Marner TV 1862           | DJK/MJC Trier              | Eintracht Wiesbaden       | HG Quelle Fürth         |
| 1994/95   | MTV 1862 Moringen       | Oldenburger SV           | Hasper SV                  | SG Hessen Hersfeld        | TV Echterdingen         |
| 1995/96   | SV Wacker Osterwald     | Hamburger TS 1816        | 1. FC Köln                 | TV 1863 Ortenberg         | DJK Augsburg-Hochzoll   |
| 1996/97   | MTV Vater Jahn Peine    | VfL Bad Schwartau        | SV Teutonia Riemke         | TV 1863 Ortenberg         | TSV Lautlingen 1902     |
| 1997/98   | SV Garßen 1923          | SG Tasmania 73/Neukölln  | HSG Wambel/Körne           | GSV Eintracht Baunatal    | DJK Augsburg-Hochzoll   |
| 1998/99   | SC Germania List        | TSV Ellerbek             | TuS Weibern                | SG 09 Kirchhof            | Frisch Auf Göppingen    |
| 1999/00   | VT Bückeburg            | HSG Berliner TSC/Olympia | SG Königsdorf/HHV Köln     | Eintracht Baunatal        | SG Leipzig/Markranstädt |
| 2000/01   | SV Wacker Osterwald     | SC Buntekuh              | PSV Recklinghausen         | TV Ortenberg              | 1. FC Nürnberg          |
| 2001/02   | SC Greven 09            | SG Harburg               | TV Beyeröhde               | TSG Ober-Eschbach         | HaSpo Ostfildern        |
| 2002/03   | DSC Oldenburg           | SG Handball Rosengarten  | SG Königsdorf/HVV Köln     | TSG Leihgestern           | VfL Waiblingen          |
| 2003/04   | TV Cloppenburg          | TSV Travemünde           | TuS Lintfort               | SG Kleenheim              | HSG Albstadt            |
| 2004/05   | VfL Oldenburg II        | Eidelstedter SV          | PSV Recklinghausen         | TV Lützellinden           | TV Nellingen            |
| 2005/06   | VfL Wolfsburg           | TSV Nord Harrislee       | HSG Stemmer/Friedewalde    | HSG Sulzbach/Leidersbach  | SC Riesa                |
| 2006/07   | SG Handball Rosengarten | MTV 1860 Altlandsberg    | TuS Nettelstedt            | SV Reichensachsen         | VfL Waiblingen          |
| 2007/08   | SG Handball Rosengarten | SG RHC/PSV Rostock       | HSG Stemmer/Friedewalde    | SG 09 Kirchhof            | VfL Sindelfingen        |
| 2008/09   | TV Oyten                | Reinickendorfer Füchse   | HSV Solingen-Gräfrath      | HSG Bad Wildungen         | SG BBM Bietigheim       |
| 2009/10   | VfL Wolfsburg           | MTV 1860 Altlandsberg    | TuS Lintfort               | 1. FSV Mainz 05           | HSG Albstadt            |

- Alle Regionalligameister sind in die 2. Handball-Bundesliga (Frauen) aufgestiegen.
- 1988/89 sind wegen Aufstockung der 2. Bundesliga auch die Zweitplatzierten aufgestiegen.
- Die in (Klammern) gesetzten Vereine sind nicht aufgestiegen.

### 3. Spielklasse in sechs Regionalligen
Die Handball-Regionalliga Mitte (Frauen) kam in den Saisonen 2000/01 bis 2004/05 als sechste Regionalliga hinzu und wurde vom Südwestdeutschen
Handballverband
organisiert. Nach Schließung der RL-Mitte wurden die Vereine wieder auf die anderen fünf Regionalverbände verteilt.

#### Meister Regionalliga Mitte von 2000/01 bis 2004/05
| Saison  | Meister                     | Vizemeister            |
| ------- | --------------------------- | ---------------------- |
| 2000/01 | Thüringer HC                | Eintracht Braunschweig |
| 2001/02 | Reinickendorfer Füchse      | SG Meißen/Riesa        |
| 2002/03 | SHV Oschatz                 | HC Leipzig II          |
| 2003/04 | HSC 2000 Magdeburg          | SC Riesa               |
| 2004/05 | HC Sachsen Neustadt-Sebnitz | SC Reichensachsen      |

Aufsteiger in die 2. Handball-Bundesliga (Frauen)

### 4. Spielklasse in zehn Regionalligen
Mit Beginn der Saison 2024/25 wird wieder eine bundesweite, in zehn Regionen aufgeteilte, Regionalliga als vierthöchste Spielklasse eingeführt. Sie wird die bisher viertklassigen Oberligen ablösen. Die Regionalligen werden von den jeweiligen Landessportverbänden – zum Teil gemeinsam – veranstaltet. Den Anfang machte bereits ab 2016/17 die Regionalliga-Nordrhein. Die Umbenennung der Oberligen in Regionalligen tritt mit Wirkung zum 1. Juli 2024 in Kraft. Auch sollen die untergeordneten Ligen alle in Oberliga umbenannt werden.
Regionalligameister  Nordrhein von 2017 bis 2024
| Saison  | Regionalliga Nordrhein | Saison  | Regionalliga Nordrhein | Saison  | Regionalliga Nordrhein |
| ------- | ---------------------- | ------- | ---------------------- | ------- | ---------------------- |
| 2016/17 | nicht ausgetragen      | 2019/20 | TB Wülfrath            | 2022/23 | Bergischer HC          |
| 2017/18 | TSV Bonn rrh.          | 2020/21 | Saison abgebrochen     | 2023/24 | TD Lank F2             |
| 2018/19 | Fortuna Düsseldorf M1  | 2021/22 | TV Aldekerk II F1      |         |                        |

- Alle Meister haben ihr Aufstiegsrecht für die 3. Liga wahrgenommen.

#### Meister der Regionalliga ab 2025
| Saison  | Nord                 | Ostsee-Spree                  | Mitteldeutschland | Niedersachsen     | Westfalen       |
| ------- | -------------------- | ----------------------------- | ----------------- | ----------------- | --------------- |
| 2024/25 | SG Todesfelde/Leezen | SV Fortuna ’50 Neubrandenburg | HC Leipzig II     | SFN Vechta        | ASC 09 Dortmund |
| 2025/26 | in Vorbereitung      | in Vorbereitung               | in Vorbereitung   | in Vorbereitung   | in Vorbereitung |
| Saison  | Nordrhein            | Südwest                       | Hessen            | Baden-Württemberg | Bayern          |
| 2024/25 | TuS Königsdorf       | DJK SF Budenheim              | TSG Leihgestern   | TuS Schutterwald  | TSV Ismaning    |
| 2025/26 | in Vorbereitung      | in Vorbereitung               | in Vorbereitung   | in Vorbereitung   | in Vorbereitung |

Alle Meister sind für die Aufstiegsrelegation zur 3. Liga (Frauen) qualifiziert, für Niedersachsen und Baden-Württemberg kommen auch die Vizemeister hinzu, bei der von den zwölf Teilnehmern sechs Aufsteiger ermittelt werden.  Aufsteiger

#### Aufstiegsrelegation zur 3. Liga (Frauen)
Am Ende einer Saison wird mit den Meistern der Regionalligen eine Aufstiegsrelegation zur 3. Liga (Frauen) durch den Deutschen Handballbund (DHB) ausgetragen. Dabei werden drei Gruppen in Nord, Mitte und Süd mit je vier Mannschaften gebildet. Jede Gruppe spielt eine Hin- und Rückrunde, wobei sich jeweils die zwei bestplatzierten Teams für die 3. Liga (Frauen) qualifizieren.